# Johann Paul Priem
Johann Paul Priem (* 10. Juli 1815 in Nürnberg; † 27. Dezember 1890 ebenda) war ein deutscher Bibliothekar und Stadthistoriker.

## Leben
Johann Paul Priem war der Sohn des Buchbindermeisters Karl Friedrich Priem und dessen Frau Katharina, geb. Bauer. Zunächst wurde er zu Hause von dem zur Familie gehörenden Pfarrer Friedrich Bauer unterrichtet, danach besuchte er die Lateinschule in seiner Heimatstadt Nürnberg. Nach dem frühen Tod beider Eltern musste er an die Realschule wechseln, die er 1829 abschloss, und danach eine Schreinerlehre absolvieren. Dieser Beruf, den sein Onkel in Nürnberg ausübte, entsprach jedoch nicht Priems Neigungen und er wandte sich stattdessen der Literatur zu.
Nach einer Zeit als Geselle auf Wanderschaft begann Priem in Nürnberg eine Arbeit als Korrektor einer Buchhandlung. 1840 war er Mitbegründer des Literarischen Vereins in Nürnberg, den er auch einige Zeit leitete. Von 1843 an arbeitete er als Theatersekretär bis zum Jahr 1849, in dem er als Redakteur zu der Zeitung „Fränkischer Kurier“ wechselte. Im Jahre 1850 wechselte Priem dann zum „Kurier für Niederbayern“ in Landshut, wo er die Schiffsmeistertochter Margaretha Lauerer heiratete, mit der acht Kinder bekam, von denen vier früh starben. 1853 kehrte er nach Nürnberg zurück, wo er bis 1861 in der Buchhandlung Bauer & Raspe arbeitete, deren Inhaber sein Freund Julius Merz war. 
1864 trat Priem eine Stelle als Bibliotheksassistent am Germanischen Nationalmuseum an, die er jedoch durch Stellenkürzungen in Folge des Deutschen Krieges zwei Jahre danach wieder verlor. 1867 wurde er zum Kustos der Nürnberger Stadtbibliothek und des Stadtarchivs ernannt. Im Verlag von Jakob Zeiser veröffentlichte Priem eine „Geschichte der Stadt Nürnberg“. Zudem betätigte Priem sich als Mundartdichter, schrieb Gedichte und Dramen.
In Nürnberg ist die Johann-Priem-Straße nach ihm benannt.

## Werke (Auswahl)
- Veit Stoß, der Bildschnitzer von Nürnberg. Dramatisches Gedicht in fünf Aufzügen. Bieling (Dietz), Nürnberg 1863.
- Geschichte der Stadt Nürnberg. Jacob Zeiser Verlag, Nürnberg, 1875.